# Каникио (Салерно)
Каникио је насеље у Италији у округу Салерно, региону Кампанија.
Према процени из 2011. у насељу је живело 149 становника. Насеље се налази на надморској висини од 250 м.